# 宝が池公園

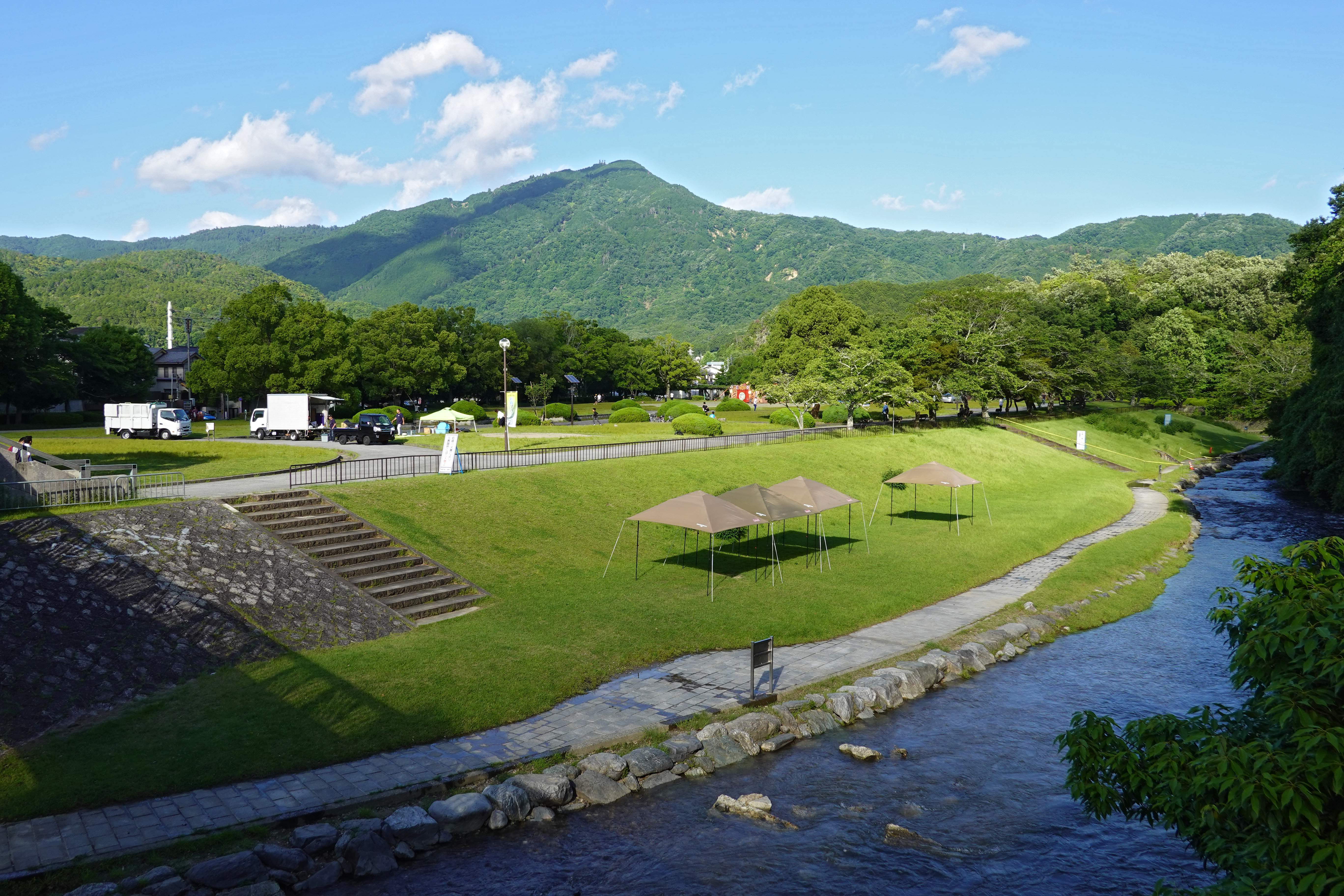
北園

宝が池公園（たからがいけこうえん）は、京都府京都市左京区にある公園。園域は宝が池を中心に国立京都国際会館、ザ・プリンス 京都宝ヶ池に隣接する。

## 概要
都市計画上の敷地面積は128.9haで、宝が池周辺および五山送り火の「妙法」で知られる松ヶ崎西山、東山の山域にも広がる。現在の開園面積は62.7haである。比叡山と国立京都国際会館を借景として楽しむ遊歩道とボート遊びが出来る本体部と、山を越えて南西側にある市営地下鉄松ヶ崎駅付近の運動公園、東側にある叡山電鉄宝ケ池駅付近の子供向けの遊戯施設がある「こどもの楽園」と、国際会館駅付近の「北園」などから成り立つ。
「桜の森」や「梅林園」など、花の名所であるように整備されている。また、池の周囲の遊歩道は一周約1,500mのジョギングコースとして整備されている。
一方で敷地面積の多くは整備されていない山林である。かつてはアカマツ林を中心とした植生だったが、マツ枯れやナラ枯れ等による景観の悪化や植生の荒廃が課題となっている。また、ニホンジカが多く生息しており、シカによる食害も植物相に影響を与えているとみられる。
名称は表記ゆれがあり、「宝が池」（公園名）、「宝ヶ池」（京都市営バス、京都バスのバス停名など）、「宝ケ池」（叡山電鉄の駅名）、「宝池」（近隣の自動車教習所名）がある。

## 歴史

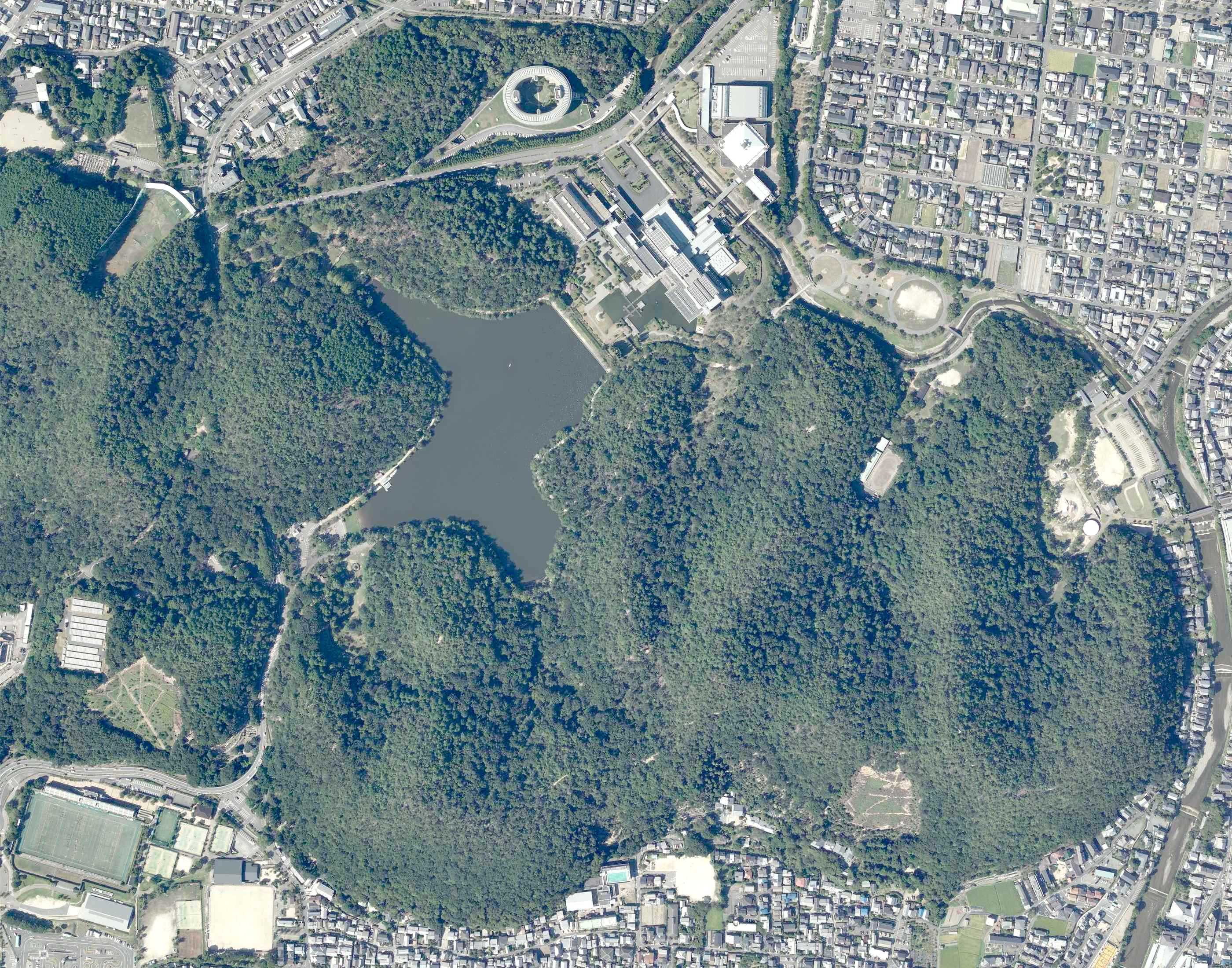
宝が池公園の航空写真（2020年）。南面には五山送り火の「妙」と「法」の字がある。

宝が池は江戸時代宝暦年間に農業用のため池として作られた人工池で、もともと湧水があった深田の東側に堤を作ってせきとめたものである。1855年（安政2年）に拡張工事が行われ、現在の広さとなった。明治までは単に溜池、北浦溜池などと呼ばれ、1911年（明治44年）に発行された文書に宝池の名が初めて出ている。宝が池の名前の由来には水不足に苦しんでいた松ヶ崎村にできた溜池は宝のように思われた、池の形が分銅形でお金にたとえられた、宝暦年間にできたものだから、などの諸説がある。
当地が公園として整備されたのは、1942年（昭和17年）に宝が池付近6.61haが防空緑地として都市計画決定されたことに始まる。戦後に132haに及ぶ大公園として計画変更され、1946年（昭和21年）には、当時連合国軍に敷地の一部が接収されていた京都市動物園の移転先として、30万坪（約99ha）の動物園を設ける案が立てられた。1948年（昭和23年）9月の京都市会ではさらに規模が拡張され、「動物園、自然科学館、運動競技場、水泳場、遊歩道その他娯楽場等の施設」を整備することが承認された。しかし、この壮大な計画はドッジ・ラインやシャウプ勧告の影響を受けて財源確保が難しくなり頓挫した。起工式は1949年（昭和24年）1月17日に行われたが、実際の施設整備は1951年（昭和26年）ごろからようやく始められ、翌1952年（昭和27年）夏ごろまでに狐坂の拡幅、宝が池西岸へのキャンプ場新設、菖蒲池、梅林の整備などが行われた。
1956年（昭和31年）ごろには、「京の宝塚に」のキャッチフレーズのもとに、劇場、展望台、キャンプ場などを備えた大総合公園にする計画が立てられたが、この計画が知れ渡ったことで地価が暴騰し、実現しなかった。
こどもの楽園のある場所は、当初野球場として建設が進んでいたが、京都市の財政難打開のため急遽競輪場に変更され、京都競輪場（宝ヶ池競輪場）として1949年（昭和24年）12月に開業した。
当時の京都市にとって競輪事業は貴重な財源で、廃止までの9年間の売上が76億5000万円、市の収益が5億2000万円にのぼった。それらの使途は道路建設のための失業対策費として3億2000万円、住宅建設として1億5000万円などだった。しかし、公共団体がギャンブル施設を運営することへの批判は強く、1957年（昭和32年）には、市職員5名が車券購入のため税金300万円を着服していたことが発覚し、さらに風当たりが強くなった。1958年（昭和33年）1月4日に京都市長高山義三は市職員向けの年頭訓示において、市が賭け事を経営するのは市民憲章に反し、競輪を早期に廃止することを宣言した。そして同年9月17日の第99回競輪を最後に、競輪場は閉鎖された。
1964年（昭和39年）にこどもの楽園が開園してからも、2006年（平成18年）までは競輪観戦用のベンチスタンドが残されていたが、老朽化により取り壊された。
なお、競輪場への交通機関として、京都市電が叡山電鉄山端駅（現宝ケ池駅）に乗り入れたほか、京都駅や四条大宮などから京都市営バスが運転された。
1961年に、国立京都国際会館が当地に建設されることが決定してからは施設整備が進み、こどもの楽園、梅林園、菖蒲園、いこいの森、桜の森、運動施設、野鳥の森が整備されている。

## 施設
- 宝が池公園運動施設球技場 - 京都市左京区松ヶ崎西池ノ内町

関西の大学対抗ラグビーなどの試合場としても知られる。
- 宝が池公園 こどもの楽園 - 京都市左京区上高野流田町

市営競輪場が1958年（昭和33年）に閉鎖後、1964年（昭和39年）5月5日に中学生以上だけでの入園は禁止（保護者を除く）の児童専用公園として整備され、夢の山、迷路、砂場、トランポリン、ジャングルネットなどの遊具が設置された。園内には2006年まで競輪場時代の場内スタンドの一部が残されていたが、老朽化のため取り壊された上で園内の再整備や駐車場の拡張がおこなわれ、2008年にリニューアルオープンした。2021年に、京都市とウクライナのキーウとの姉妹都市提携50周年を記念してセイヨウトチノキが植樹された。
- 梅林園 – 京都市左京区松ケ崎丸子

京都市とメキシコのグアダラハラとの姉妹都市提携10周年を記念して、1991年（平成3年）10月にグアダラハラから寄贈された「グアダラハラ　エスタンピーダ野性馬真鍮像」が設置されている。
- 菖蒲園 - 京都市左京区松ケ崎榎実ケ芝

1971年（昭和46年）完成。
- いこいの森 - 京都市左京区松ケ崎木燈篭町

1974年（昭和49年）5月3日完成。平安騎馬隊所属馬の厩舎がある。厩舎は午前10時 – 午後4時開放。
- 桜の森 – 京都市左京区松ケ崎丈ケ谷

1977年（昭和52年）11月完成。
- 北園 - 京都市左京区岩倉大鷺町

1978年（昭和53年）7月17日完成。京都市営地下鉄烏丸線国際会館駅に隣接する。
- 野鳥の森 – 京都市左京区松ケ崎笹ケ谷

1992年（平成4年）完成。

## 交通
- 北園 - 市営地下鉄烏丸線国際会館駅（5番出入口）よりすぐ

- 子どもの楽園 - 叡山電鉄宝ケ池駅下車または、京都市営バス（5・31・65系統）、京都バス（10・16・17・18・21・23・41・43系統）「宝ヶ池」バス停より徒歩3分

- 運動施設球技場 - 市営地下鉄烏丸線松ヶ崎駅（1番出入口）より徒歩5分

地下鉄国際会館駅前から狐坂を経由して京都バス高野車庫に向かう路線があり、途中「宝ヶ池公園北口」、「宝ヶ池公園前」、「宝ヶ池球技場前」のバス停が設置されているが、いわゆる免許維持路線であり、本数は僅少である。かつては京都市バスの北4系統（北大路バスターミナル - 岩倉実相院）も同ルートを走行していたが、地下鉄の国際会館延伸に伴い1997年に廃止された。